# Jul i Australien
Jul i Australien präglas av att högtiden infaller under sommaren. och infaller under skolbarnens sommarlov, som varar från mitten av december till början av februari. Vissa familjer tältar under julen. Värmen gör att skogsbränder är vanliga i juletider, och många volontärer deltar i räddningsarbete.
Många hänger upp dörrkransar. Hemmen dekoreras, och i trädgårdarna sätts belysning upp, vilket ibland sker runt 1 december.
En populär tradition är att på julafton gå ut och sjunga julsånger. I delstatshuvudstäderna är Carols by Candlelight en populär tradition, och berömda australiska sångare som Wiggles, John Farnham, Anthony Warlow, Colin Gery, Niki Webster har medverkat med sånginsatser, och evenemanget sänds i TV. I många städer hålls festivaler och parader, ibland med fyrverkerier i parkerna. Ibland ändras texterna i julsångerna, som vanligtvis handlar om vinter och snö, till att stämma mer överens med Södra halvklotets somriga julfirande 
I australisk jultradition dras Jultomtens släde av kängurur i stället för renar.
Många familjer försöker fira jul tillsammans i hemmen. På juldagen skickar människor som bor ute i ödemarken julhälsningar till varandra över radion.
På boxing day besöker många familjer vänner och släktingar, och ibland har man barbecue på stranden. Samma dag inleds Sydney to Hobart Yacht Race.

### Fotnoter
1. 1 2 3 4 5 6 7 8 9 10 11 12  ”Christmas in Australia” (på engelska). Why Christmas. http://www.whychristmas.com/cultures/australia.shtml. Läst 13 december 2014.